# Willem Gommaar Kennis
Willem Gommaar Kennis (Lier, 30 april 1717 - Leuven, 10 mei 1789) was een Vlaams componist en violist.
Kennis begon als koorknaap en violist in het kerkorkest van de Sint-Gummaruskerk in Lier, waar hij in 1742 zangmeester werd met onder meer als taak nieuwe muziekstukken te componeren of aan te schaffen voor de diverse liturgische plechtigheden. Uit deze periode, tot 1749, zijn er acht composities (koorwerken) van hem bekend.
Begin 1750 werd hij benoemd tot zangmeester aan de collegiale Sint-Pieterskerk te Leuven, waar hij de rest van zijn leven werkzaam zou zijn. Hij werd er vooral bekend als vioolvirtuoos, en als componist van instrumentale werken voor kleine ensembles (twee, drie of vier strijkinstrumenten). In deze periode publiceerde hij twaalf bundels met telkens zes afzonderlijke composities. Opus 4 (zes sonates voor twee violen) en Opus 9 (zes duetten voor viool en cello) waren de meest succesvolle en werden heruitgegeven in Parijs en Londen. De Engelse editie van zijn Opus 4 werd trouwens lange tijd beschouwd als een werk van Johann Christian Bach en onder diens naam nog in 1949 heruitgegeven in New York.
- Bibliothèque nationale de France: cb148370592 (data)
- Gemeinsame Normdatei: 139659498
- International Standard Name Identifier: 0000 0000 7250 7952
- Library of Congress Control Number: no91024364
- MusicBrainz: a5ee2cfa-036e-4cb8-9fc8-4c08519b2438
- Nationale Bibliotheek van Israël: 987007418486605171
- Nederlandse Thesaurus van Auteursnamen: 144550903
- Système universitaire de documentation: 195471377
- Virtual International Authority File: 48791275
- WorldCat: E39PBJhxpycYGvcXQX8fXXhCQq